# Goolwa
Goolwa ist eine Stadt mit knapp 8.800 Einwohnern im australischen Bundesstaat South Australia. Goolwa befindet sich etwa 100 Kilometer südlich von Adelaide und 20 Kilometer östlich von Victor Harbor. Sie liegt auf der Fleurieu-Halbinsel an der Mündung des Murray Rivers in den Südlichen Ozean und ist der Sitz des Verwaltungsgebiet (LGA) Alexandrina Council.
Von der historischen Hafenstadt hat man über eine Brücke Zugang zu Hindmarsh Island und den Feuchtgebieten des Coorong-Nationalparks. Der Name Goolwa bedeutet in der Sprache der Ngarrindjeri so viel wie Ellbogen und beschreibt die Form des Murray River in der Nähe der Stadt.

## Geschichte
Vor 1837 wurde für einige Zeit darüber nachgedacht, in der Gegend die Hauptstadt der Kolonie zu errichten. Die Erkundung wurde in den Jahren 1839 bis 1840 unternommen und eine größere Stadt in der Nähe des Currency Creek ausgewiesen. An der Stelle, an der sich heute Goolwa befindet, sollte ein Hafen mit einem großen Warenumschlagplatz entstehen. Allerdings erwies sich die Strömung an der Mündung des Murray River als heimtückisch und machte damit den Ort für einen großen Hafen ungeeignet.
1853 wurde Goolwa dann zum ersten Binnenhafen Australiens, als die Eisenbahnverbindung von Port Elliot fertiggestellt worden war und damit die Durchfahrung der gefährlichen Murray-Mündung umgangen werden konnte. Der weitere Ausbau der Eisenbahn ins Landesinnere, vor allem die direkte Verbindung von Adelaide nach Morgan im Jahr 1878 und nach Murray Bridge in 1886, machte der Binnenschifffahrt entlang des Murray Rivers Konkurrenz und verdrängte diese schließlich. Bis 1913 wurden in den Werften von Goolwa 60 Schiffe gebaut, darunter auch 37 Raddampfer. Nachdem die Stadt ihre Bedeutung als Hafen und Umschlagplatz verloren hatten, lebte sie von der Landwirtschaft und Fischerei, im Laufe der Zeit wurde sie zu einem beliebten Naherholungsgebiet der Metropole Adelaide.
Im Jahr 1940 wurden flussabwärts der Stadt die Goolwa Barrages fertiggestellt, die während der Trockenperioden mit geringem Niedrigwasserabfluss das Eindringen von Meerwasser in den Murray River weiter flussaufwärts verhindern sollten.